# Bradley Wright-Phillips
Bradley Edward Wright-Phillips (Lewisham, Inglaterra, 12 de marzo de 1985) es un exfutbolista inglés. Jugaba de delantero.

## Trayectoria
Inició su carrera en el Manchester City y posteriormente jugó en otros equipos.
Wright-Phillips anunció su retiro del fútbol el 8 de marzo de 2022.

## Selección nacional
Ha sido internacional con la selección de fútbol sub-20 de Inglaterra.

## Estadísticas
| Club                               | Div.          | Temporada     | Liga  | Liga  | Copas nacionales | Copas nacionales | Torneos internacionales | Torneos internacionales | Total | Total |
| Club                               | Div.          | Temporada     | Part. | Goles | Part.            | Goles            | Part.                   | Goles                   | Part. | Goles |
| ---------------------------------- | ------------- | ------------- | ----- | ----- | ---------------- | ---------------- | ----------------------- | ----------------------- | ----- | ----- |
| Manchester City F. C. Inglaterra   | 1.ª           | 2004-05       | 14    | 0     | 1                | 0                | 0                       | 0                       | 15    | 0     |
| Manchester City F. C. Inglaterra   | 1.ª           | 2005-06       | 18    | 1     | 5                | 0                | 0                       | 0                       | 23    | 1     |
| Manchester City F. C. Inglaterra   | Total club    | Total club    | 32    | 1     | 6                | 0                | 0                       | 0                       | 38    | 1     |
| Southampton F. C. Inglaterra       | 2.ª           | 2006-07       | 39    | 8     | 4                | 2                | 0                       | 0                       | 43    | 10    |
| Southampton F. C. Inglaterra       | 2.ª           | 2007-08       | 39    | 8     | 4                | 0                | 0                       | 0                       | 43    | 8     |
| Southampton F. C. Inglaterra       | 2.ª           | 2008-09       | 33    | 6     | 1                | 0                | 0                       | 0                       | 34    | 6     |
| Southampton F. C. Inglaterra       | Total club    | Total club    | 111   | 22    | 9                | 2                | 0                       | 0                       | 120   | 24    |
| Plymouth Argyle F. C. Inglaterra   | 2.ª           | 2009-10       | 15    | 4     | 1                | 0                | 0                       | 0                       | 16    | 4     |
| Plymouth Argyle F. C. Inglaterra   | 3.ª           | 2010-11       | 17    | 13    | 2                | 0                | 0                       | 0                       | 19    | 13    |
| Plymouth Argyle F. C. Inglaterra   | Total club    | Total club    | 32    | 17    | 3                | 0                | 0                       | 0                       | 35    | 17    |
| Charlton Athletic F. C. Inglaterra | 3.ª           | 2010-11       | 21    | 8     | 0                | 0                | 0                       | 0                       | 21    | 8     |
| Charlton Athletic F. C. Inglaterra | 3.ª           | 2011-12       | 42    | 22    | 3                | 0                | 0                       | 0                       | 45    | 22    |
| Charlton Athletic F. C. Inglaterra | 2.ª           | 2012-13       | 19    | 1     | 2                | 0                | 0                       | 0                       | 21    | 1     |
| Charlton Athletic F. C. Inglaterra | Total club    | Total club    | 82    | 31    | 5                | 0                | 0                       | 0                       | 87    | 31    |
| Brentford F. C. Inglaterra         | 3.ª           | 2012-13       | 17    | 5     | 0                | 0                | 0                       | 0                       | 17    | 5     |
| Brentford F. C. Inglaterra         | Total club    | Total club    | 17    | 5     | 0                | 0                | 0                       | 0                       | 17    | 5     |
| New York Red Bulls Estados Unidos  | 1.ª           | 2013          | 9     | 2     | 0                | 0                | 0                       | 0                       | 9     | 2     |
| New York Red Bulls Estados Unidos  | 1.ª           | 2014          | 36    | 31    | 1                | 0                | 0                       | 0                       | 37    | 31    |
| New York Red Bulls Estados Unidos  | 1.ª           | 2015          | 38    | 18    | 2                | 0                | 0                       | 0                       | 40    | 18    |
| New York Red Bulls Estados Unidos  | 1.ª           | 2016          | 36    | 25    | 2                | 0                | 0                       | 0                       | 38    | 25    |
| New York Red Bulls Estados Unidos  | 1.ª           | 2017          | 35    | 19    | 5                | 4                | 4                       | 1                       | 44    | 24    |
| New York Red Bulls Estados Unidos  | 1.ª           | 2018          | 36    | 20    | 1                | 1                | 6                       | 3                       | 43    | 24    |
| New York Red Bulls Estados Unidos  | 1.ª           | 2019          | 25    | 2     | 0                | 0                | 4                       | 0                       | 29    | 2     |
| New York Red Bulls Estados Unidos  | Total club    | Total club    | 215   | 117   | 11               | 5                | 14                      | 4                       | 240   | 126   |
| Los Ángeles F. C. Estados Unidos   | 1.ª           | 2020          | 21    | 9     | 0                | 0                | 0                       | 0                       | 21    | 9     |
| Los Ángeles F. C. Estados Unidos   | Total club    | Total club    | 21    | 9     | 0                | 0                | 0                       | 0                       | 21    | 9     |
| Columbus Crew Estados Unidos       | 1.ª           | 2021          | 20    | 1     | 0                | 0                | 5                       | 1                       | 25    | 2     |
| Columbus Crew Estados Unidos       | Total club    | Total club    | 20    | 1     | 0                | 0                | 5                       | 1                       | 25    | 2     |
| Total carrera                      | Total carrera | Total carrera | 530   | 203   | 34               | 7                | 19                      | 5                       | 583   | 215   |

### Tripletes
| Lista de partidos en los que anotó tres o más goles | Lista de partidos en los que anotó tres o más goles | Lista de partidos en los que anotó tres o más goles | Lista de partidos en los que anotó tres o más goles | Lista de partidos en los que anotó tres o más goles | Lista de partidos en los que anotó tres o más goles | Lista de partidos en los que anotó tres o más goles |
| N.º                                                 | Fecha                                               | Estadio                                             | Partido                                             | Goles                                               | Resultado                                           | Competición                                         |
| --------------------------------------------------- | --------------------------------------------------- | --------------------------------------------------- | --------------------------------------------------- | --------------------------------------------------- | --------------------------------------------------- | --------------------------------------------------- |
| 1                                                   | 28 de febrero de 2012                               | Proact Stadium, Inglaterra                          | Chesterfield - Charlton Athletic                    | Anotado · Anotado · Anotado                         | 0 - 4                                               | Football League One 2011-12                         |
| 2                                                   | 24 de abril de 2014                                 | Red Bull Arena, Estados Unidos                      | New York Red Bulls - Houston Dynamo                 | Anotado · Anotado · Anotado                         | 4 - 0                                               | Major League Soccer 2014                            |
| 3                                                   | 11 de mayo de 2014                                  | Red Bull Arena, Estados Unidos                      | New York Red Bulls - Chicago Fire                   | Anotado · Anotado · Anotado                         | 4 - 5                                               | Major League Soccer 2014                            |
| 4                                                   | 21 de septiembre de 2014                            | Red Bull Arena, Estados Unidos                      | New York Red Bulls - Seattle Sounders               | Anotado · Anotado · Anotado                         | 4 - 1                                               | Major League Soccer 2014                            |
| 5                                                   | 28 de mayo de 2016                                  | Red Bull Arena, Estados Unidos                      | New York Red Bulls - Toronto                        | Anotado · Anotado · Anotado                         | 3 - 0                                               | Major League Soccer 2016                            |

## Palmarés

### Campeonatos nacionales
| Título                 | Club                    | País           | Año  |
| ---------------------- | ----------------------- | -------------- | ---- |
| Football League One    | Charlton Athletic F. C. | Inglaterra     | 2012 |
| MLS Supporters' Shield | New York Red Bulls      | Estados Unidos | 2013 |
| MLS Supporters' Shield | New York Red Bulls      | Estados Unidos | 2015 |
| MLS Supporters' Shield | New York Red Bulls      | Estados Unidos | 2018 |

### Distinciones individuales
| Distinción                                           | Año  |
| ---------------------------------------------------- | ---- |
| Máximo goleador de la Major League Soccer (27 goles) | 2014 |
| Incluido en el XI Ideal de la Major League Soccer    | 2014 |
| Máximo goleador de la Major League Soccer (24 goles) | 2016 |

## Nota
1. ↑  En referencia a Shaun Wright-Phillips, jugador predecesor y coetáneo.